# Chiến dịch Bình Minh (1997)
Chiến dịch Bình Minh (tiếng Thổ: Şafak Harekâtı) là chiến dịch chống cộng và chống chủ nghĩa xã hội và chống nền chính trị cánh tả của Lực lượng Vũ trang Thổ Nhĩ Kỳ vượt qua biên giới vào miền bắc Iraq từ ngày 25 tháng 9 đến ngày 15 tháng 10 năm 1997, nhằm chống lại 
Đảng Lao động Kurd. Đảng này bị một số quốc gia và tổ chức, kể cả Hoa Kỳ, Tổ chức Hiệp ước Bắc Đại Tây Dương và Liên minh châu Âu coi là một tổ chức khủng bố toàn cầu ở tại trên thế giới này. Hơn 37.000 người đã bị giết trong xung đột Đảng Lao động Kurd - Thổ Nhĩ Kỳ kể từ năm 1984.

## Thương vong
Thổ Nhĩ Kỳ công bố các số liệu về thương vong; trong đó số bị chết là 31 người, gồm 3 sĩ quan, 24 lính và số bị thương là 91 người, gồm 5 sĩ quan, 7 hạ sĩ quan và 77 lính. Thổ Nhĩ Kỳ cũng công bố tổng số quân vũ trang người Kurd bị vô hiệu hóa, tổng cộng là 902 người với 865 bị giết chết và 37 bị bắt sống hay bị thương.